# Фрідріх Саломон Краусс
Фрідріх Саломон Краусс (нім. Friedrich Salomon Krauss, 7 жовтня 1859 року, Пожега, Австро-Угорщина — 29 травня 1938 року, Відень) — австрійський етнограф, фольклорист і славіст. Подорожував по слов'янських землях. У його працях є матеріали з української етнографії. Праці Краусса позитивно оцінив у своїх рецензіях Іван Франко.

## Біографія
Закінчив Віденський університет.
У 1889—1898 роках працював редактором журналу «Urquellen» («Першоджерела»).
Автор праць про фольклорний побут і звичаї різних народів світу, зокрема слов'ян («Славістичні народознавчі дослідження», 1908, та інші). Дослідник фольклору й етнографії південних слов'ян («Легенди і казки південних слов'ян», 1883—1884; «Побут і звичаї південних слов'ян», 1885; «Тисяча легенд і казок південних слов'ян», 1914).
Цікавився українською етнографією й фольклором. У своєму огляді «Етнографія в 1897—1907 роках» дав аналіз праць з українського фольклору С. Рокосовської, А. Яворського, Е. Маєвського, І. Полівки та інших. У періодичному виданні «Антропофітея» (1904—1913) публікував фольклорно-етнографічні матеріали українських учених В. Гнатюка, П. Тарасевського та інших. Фольклористичну діяльність Краусса позитивно оцінив Іван Франко у статті «Sagen und Marchen der Südslaven in ihrem verhältnis zu den Sagen und Märchen der übrigen indogermanishen Völkergruppen, von Dr. Friedrich S. Krauss».